# Transports annemassiens collectifs
Pour les articles homonymes, voir TAC.
Les Transports annemassiens collectifs (TAC) sont un réseau de transport en commun qui dessert Annemasse - Les Voirons Agglomération, une communauté d'agglomération française d'environ 86 500 habitants répartis sur 12 communes, frontalière avec le canton suisse de Genève.
Le réseau, sous l'autorité de Genevois français Mobilités depuis juillet 2025 est géré en contrat de délégation de service public depuis 2002 par les Transports publics de l'agglomération d'Annemasse (TP2A), une société née d'un groupement entre RATP Dev, filiale de la RATP, qui détient 51 % des parts, et les TPG qui détiennent les 49 % restants.
L'évolution de ce réseau s'inscrit dans le cadre du Grand Genève et a été intimement lié à la réalisation du CEVA, maillon du Léman Express, et de la ligne 17 du tramway de Genève entre la gare de Lancy-Pont-Rouge et Annemasse.

## Histoire

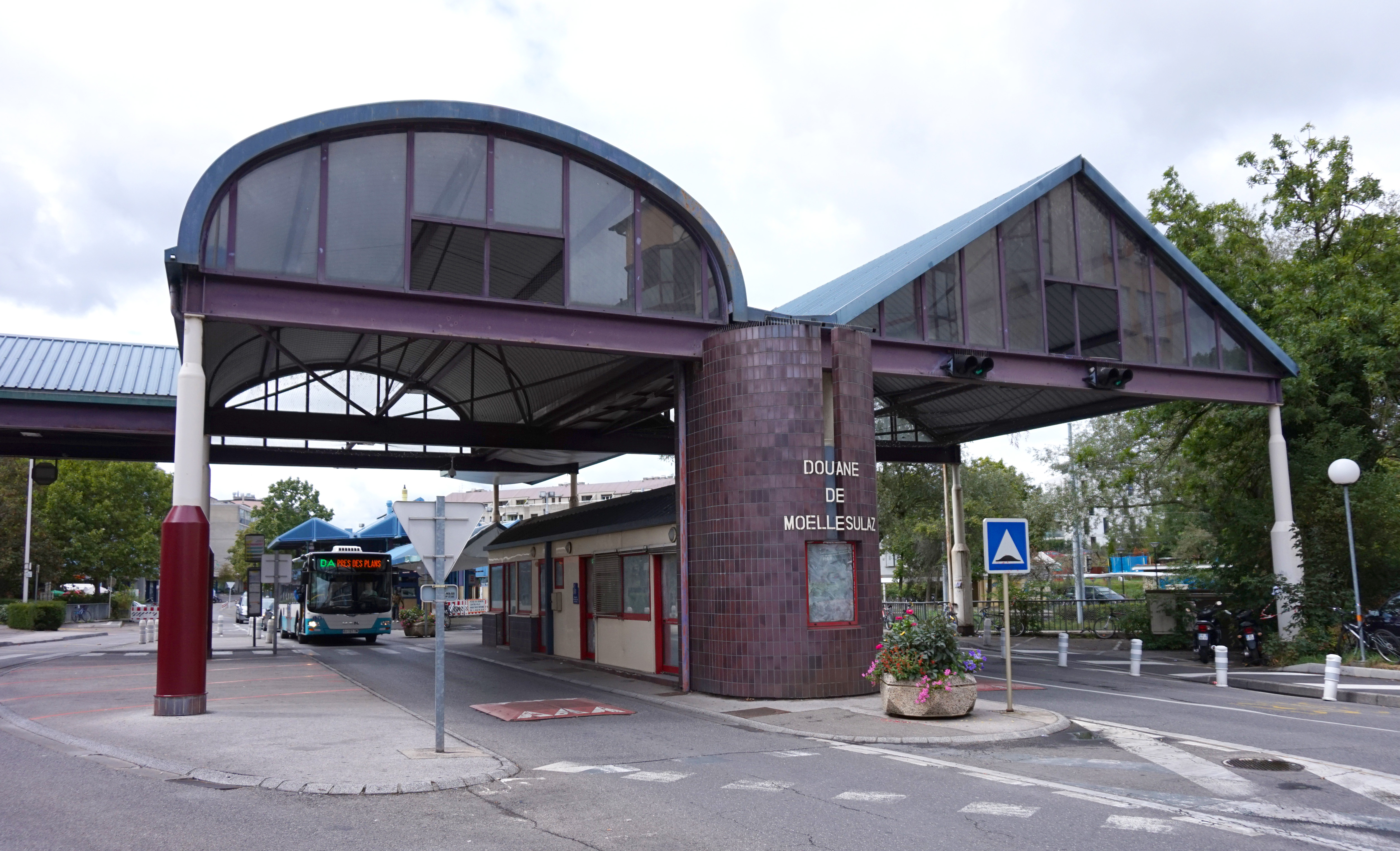
La douane de Moillesulaz avant sa reconstruction, côté français avec en arrière-plan, un bus s’apprêtant à la franchir.

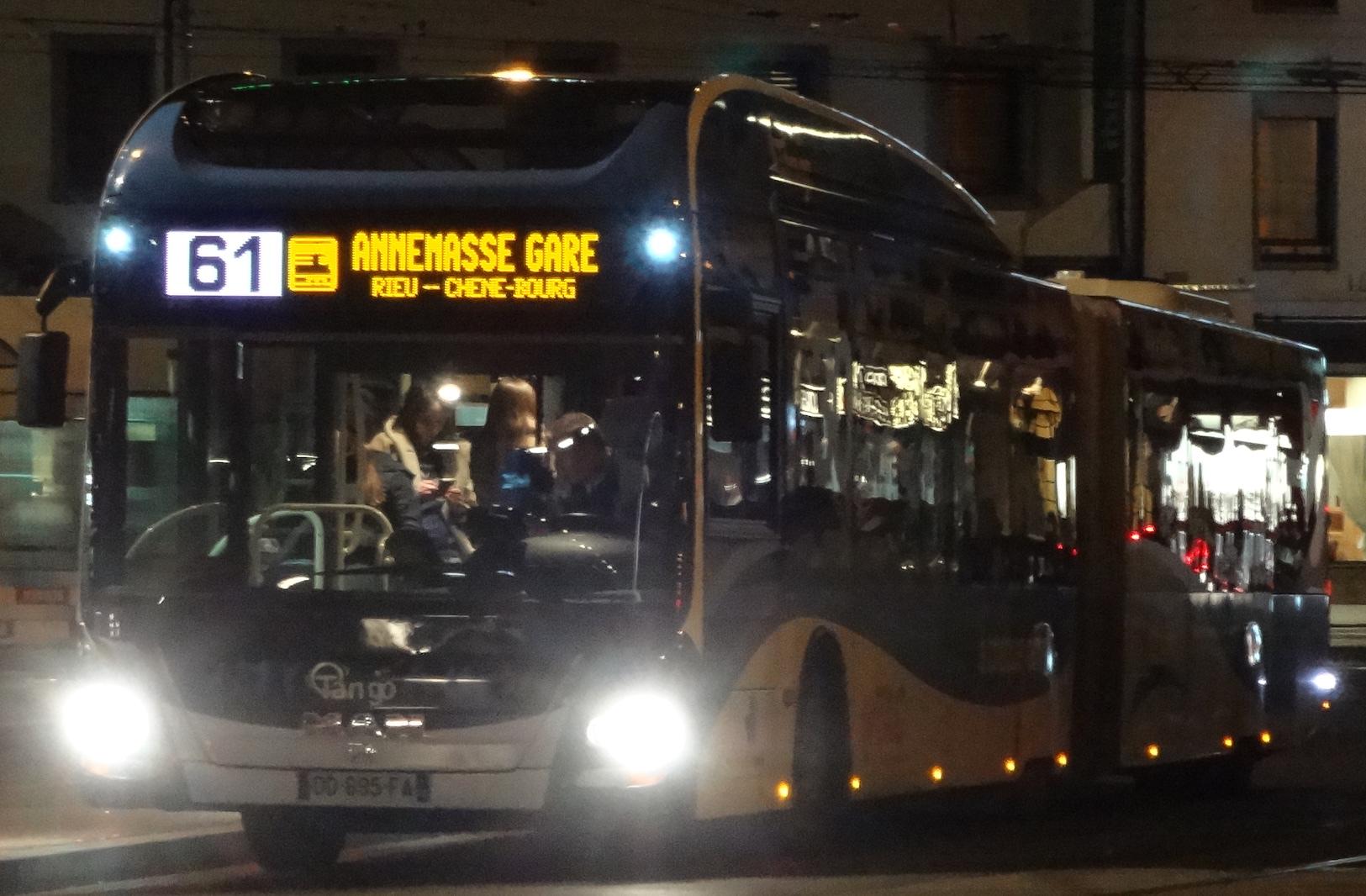
Les bus des TAC sont utilisés sur la ligne de bus 61 des TPG qui remplace le train durant la construction du CEVA (2013-2019).

Le développement des transports en commun sur Annemasse et les villes voisines a toujours été influencé par la proximité de Genève. Ainsi au cours du XIXe et XXe siècle, la ligne 12 du tramway de la Compagnie générale des tramways suisses (TS) puis de la Compagnie genevoise des tramways électriques (CGTE - ancêtre des TPG) se prolongeait jusqu'à la gare d'Annemasse et à Étrembières, sections mises en service progressivement entre 1883 et 1892. Le tronçon français de la ligne 12 est fermé en 1958.
Le réseau TAC (Transports annemassiens collectifs) est créé en 1986.
En juillet 1997, le bureau d'études Transitec publie un rapport critique sur le réseau qualifié de peu lisible et avec une vitesse commerciale faible de 14,5 km/h.
En 1998 le service Handi'TAC voit le jour. Il permet aux personnes handicapées ne pouvant utiliser le réseau régulier de pouvoir se déplacer sur l'agglomération annemassienne.
En janvier 2003 un plan directeur est présenté avec pour objectif d'améliorer le réseau sur trois ans :
- le 1er septembre 2003, les lignes 1 et 2 sont prolongées en Suisse rendant le réseau transfrontalier, mais il s'avère que cette extension est peu utilisée malgré sa desserte d'un parc relais, les voyageurs descendant à la douane de Moëllesulaz (ou Moillesulaz côté suisse) pour prendre le tramway ;
- en septembre 2004, la ligne 4 est rendue régulière à tous les services tandis que certains secteurs comme le Pas-de-l'Échelle ne sont plus desservis qu'en transport à la demande (alors nommé Taxi'TAC). La desserte d'Étrembières voit la mise en place d'un TAD avec prise en charge à domicile et non sous forme de ligne virtuelle ;
- pour septembre 2005, une ligne transfrontalière est étudiée. Taxi'TAC devient Proxi'TAC[2], et la sous-traitance aux artisans taxis locaux est abandonnée, le service est repris en interne et exploité à l'aide de deux véhicules 9 places.

Les différentes modifications apportées entre 2003 et 2007 permettent d'augmenter l'offre du réseau de façon importante, tandis que la fréquentation augmente de 40 % sur cette même période. Le réseau rejoint la communauté tarifaire Unireso en 2004.
En 2008, le réseau se dote de ses premiers couloirs bus, sur la route de Genève, tandis que le pôle d'échanges de la douane de Moëllesulaz est réaménagé afin de faciliter les correspondances avec le tramway. Au mois de septembre, le réseau s'étend sur le périmètre de l'ancienne communauté de communes des Voirons via les lignes 4 et 5 et en décembre l'agglomération est couverte par le réseau de nuit Noctambus via la ligne N20 (devenue NV par la suite).
En 2014, le bus à haut niveau de service « Tango » voit le jour après deux ans de travaux, il nécessite une refonte du réseau. Il est inauguré le 19 septembre 2015 et se compose des lignes T1 et T2 et accompagne l'arrivée du CEVA et du retour du tramway à Annemasse.
Le réseau est modifié en mai 2017 en raison des travaux d'extension du tramway genevois à Annemasse, nécessitant la mise à sens unique de la rue de Genève, des navettes sont mises en place entre la gare d'Annemasse et la douane (ligne R).
Le réseau est restructuré le 15 décembre 2019, avec une réorganisation des lignes de bus, l'arrivée de la ligne 17 du tramway de Genève et le Léman Express et la fin des lignes temporaires R et 61. L'arrivée de ce réseau de train transfrontalier avait nécessité d'importants travaux dans le quartier de la gare (non achevés au moment de la restructuration) et, par conséquent, la desserte de la gare d'Annemasse en bus avait été reportée à l'arrêt Chablais Parc ; depuis décembre 2019, la desserte directe est rétablie.
Parmi les modifications les plus importantes pour le réseau de bus, la ligne 4 ne dessert plus Vétraz-Monthoux, Cranves-Sales et Bonne mais reprend le tronçon de la ligne 5 vers Étrembières et Le Pas-de-l'Échelle. La ligne 5 effectue désormais son terminus Ouest à Adrien Ligué pour effectuer une correspondance avec le tramway. Le tronçon entre la gare et Bonne est desservi par la nouvelle ligne 8.
À partir du 13 décembre 2020, l'agglomération n'est plus couverte par le Noctambus, la ligne NV marquant son terminus à la douane. Le 13 décembre 2021, le réseau régulier est réajusté et l'offre de transport à la demande est entièrement revue. À partir du 12 décembre 2022, les lignes Tango et 6 circulent tous les jours y compris les jours fériés à la place de l'ancienne ligne dominicale DA.
Six bus électriques sont mis en service à l'occasion du nouveau service annuel du 11 décembre 2023. 17 bus électriques seront mis en service d'ici 2026. Les travaux de la seconde phase de travaux du tram entraine la suppression des dessertes en centre-ville (arrêts Chablais Parc, Place Deffaugt, Place des Marchés, Adrien Ligué et Parc Montessuit) et l'installation d'un arrêt provisoire rue du Mont-Blanc pour la ligne 5. Les lignes 5 et 8 bénéficient d'une hausse de fréquence avec un bus toutes les 20 minutes.
Le 1er juillet 2025, Annemasse - Les Voirons Agglomération et la communauté de communes du Genevois ont délégué leur compétence mobilité à Genevois français Mobilités dont l'objectif à terme est d'être l'autorité organisatrice de la mobilité du Pôle métropolitain.

## Identité visuelle (Logo)

Ancien logo, utilisé durant les années 2000
Ancien logo, utilisé durant les années 2010
Logo utilisé quelques mois en 2019
Logo actuel, depuis 2019

## Gestion du réseau

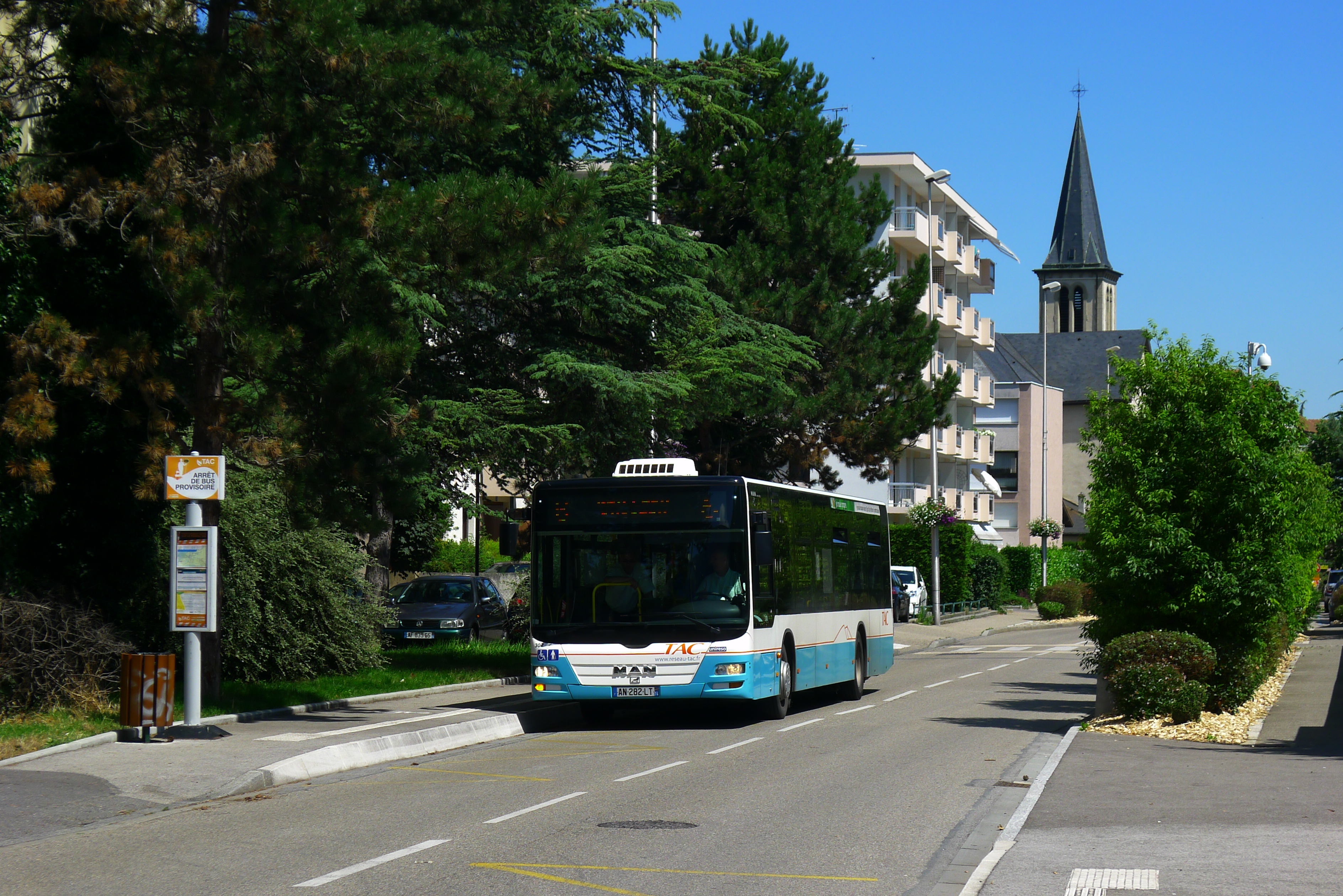
MAN Lion's City sur la ligne 6, à Gaillard

En 2002, un appel d'offres est lancé pour la gestion des transports urbains sous la forme d'un contrat de type régie intéressée. Il est remporté par le groupement RATP et TPG qui créent pour l'occasion une société : TP2A (Transports publics de l'agglomération d'Annemasse). Cette société est détenue à 51 % par la RATP et 49 % par les TPG. Avant que la gérance soit faite par RATP Dev et TPG, Keolis y gérait en appellent la société CT2A (au lieu de TP2A).
En 2008, l'appel d'offres est reconduit mais plusieurs éléments ont été modifiés entre-temps,. Tout d'abord le bassin d'exploitation s'étend à 12 communes avec l'absorption par l'agglomération de la communauté de communes des Voirons contre 6 précédemment, d'où une population bien plus importante à gérer qui est désormais de 75 000 habitants environ. Ensuite le contrat évolue vers une Contribution financière forfaitaire. Quatre sociétés se portent candidates : TP2A, Veolia Transport, CarPostal et Rochette. Seules les deux premières confirment leur offre et c'est finalement TP2A qui remporte la candidature[source insuffisante].
Cette collaboration avec les TPG a en outre permis d'intégrer en 2004, le réseau TAC au sein de la communauté tarifaire intégrale Unireso qui est finalement le prolongement des accords signés dans la Charte pour le développement des transports publics régionaux sur le bassin franco-valdo-genevois et qui vise à faciliter le transit des habitants du bassin genevois en France comme en Suisse.
Le 1er janvier 2016, le contrat avec TP2A est à nouveau renouvelé et ce jusqu'au 31 décembre 2021. Il est à nouveau renouvelé le 1er janvier 2023 pour 7 années supplémentaires.

## Le réseau

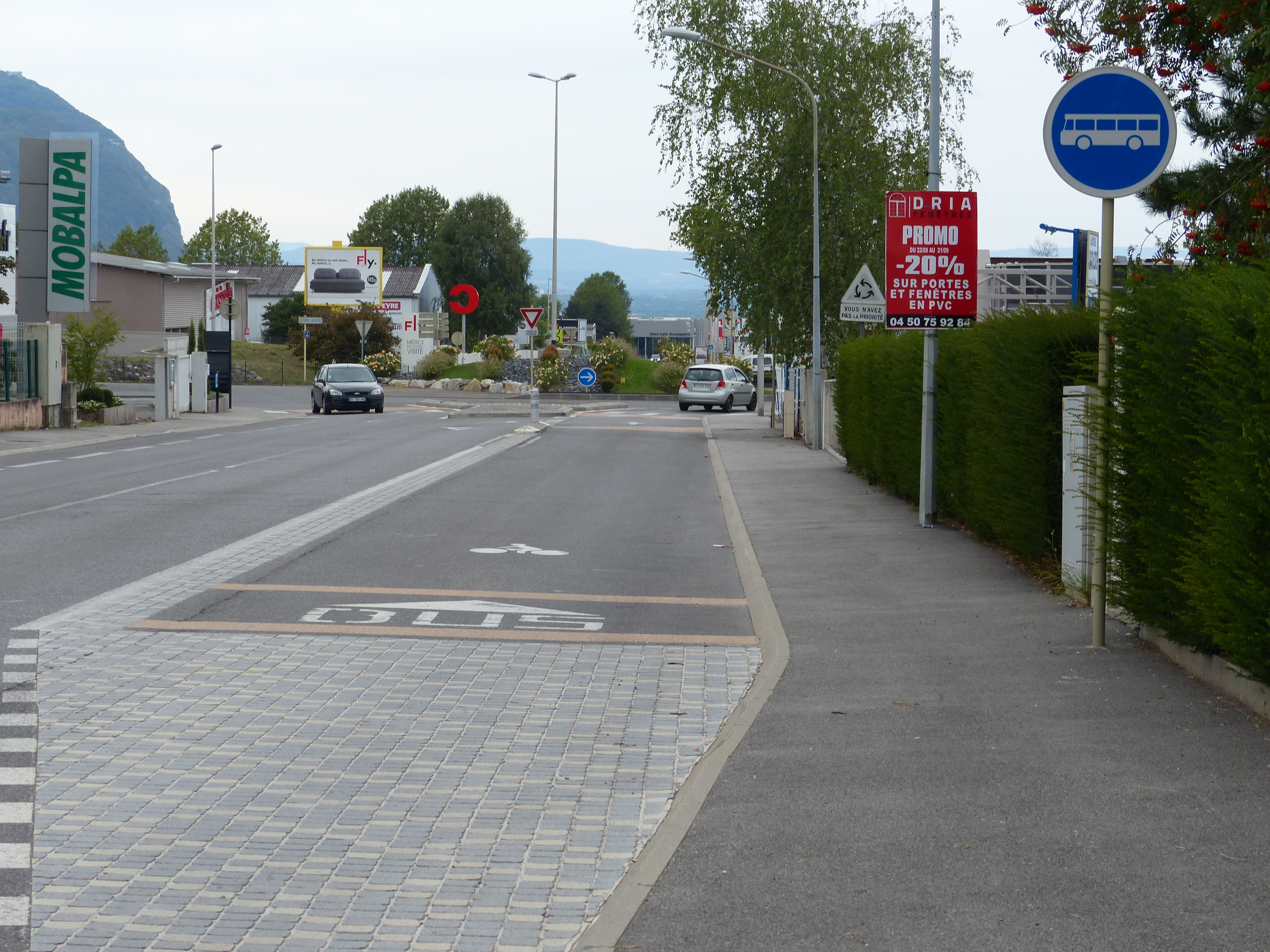
Un des couloirs de bus réalisés pour le projet Tango.

Le réseau est composé, en semaine, de la ligne de bus à haut niveau de service (Tango), de six lignes régulières (3 à 8) et de quatre lignes sur réservation (TAD A à D). Les dimanches et fêtes, deux lignex régulièrex circulent sur le réseau (Tango et 6) ainsi qu'une ligne à la demande (TAD CHAL). Le réseau voit ses horaires adaptés à ceux des Transports publics genevois dont la ligne 17 du tramway de Genève dessert l'agglomération.
Concernant le terminus de Moillesulaz on peut remarquer que les TAC utilisent, dans un souci de clarté lié notamment à l'implantation des arrêts côté suisse, l'orthographe suisse « Moillesulaz » et non l'orthographe française « Moëllesulaz » du village traversé par la frontière.

### Ligne Tango
Dans le cadre du réseau mis en place le 2 mai 2017 le bus à haut niveau de service « Tango » fonctionne sur son trajet quasi-définitif, entre Altéa et Lycée Jean-Monnet, le trajet définitif représentant 7,5 km de ligne pour 14 stations, avec deux ans d'avance sur la mise en service de la nouvelle ligne 17 du tramway de Genève et du CEVA le 15 décembre 2019. Cette ligne est constituée des branches de l'axe formée précédemment par les lignes T1 et T2 (nommées 1 et 2 avant 2014), le tronc commun ayant été repris par les lignes 61 et R, puis par la ligne 17 du tramway depuis décembre 2019.
Le BHNS profite de voies réservées sur 40 % de son parcours, de la priorité aux feux à 20 carrefours et d'un système de SAEIV géré par les Transports publics genevois. Les deux terminus comportent des parcs relais. En 2022, la ligne voit passer un bus toutes les dix minutes environ en heures de pointe, avec une vitesse commerciale d'environ 20 km/h,.
La ligne, financée par le conseil départemental de la Haute-Savoie (37 %), Annemasse - Les Voirons Agglomération (le tiers), l'État français (10 %) et la Confédération suisse (3,5 millions d'euros, environ 15,5%) a coûté 21,3 millions d'euros dans le cadre du Grand Genève.
| Ligne | Caractéristiques | Caractéristiques            | Caractéristiques            | Caractéristiques            | Caractéristiques                               | Caractéristiques                              | Caractéristiques                         | Caractéristiques            | Caractéristiques            |
| Tango | Jean Monnet P+R ⥋ Altéa P+R | Jean Monnet P+R ⥋ Altéa P+R | Jean Monnet P+R ⥋ Altéa P+R | Jean Monnet P+R ⥋ Altéa P+R | Jean Monnet P+R ⥋ Altéa P+R                    | Jean Monnet P+R ⥋ Altéa P+R                   | Jean Monnet P+R ⥋ Altéa P+R              | Jean Monnet P+R ⥋ Altéa P+R | Jean Monnet P+R ⥋ Altéa P+R |
| ----- | --- | --------------------------- | --------------------------- | --------------------------- | ---------------------------------------------- | --------------------------------------------- | ---------------------------------------- | --------------------------- | --------------------------- |
| Tango | Ouverture / Fermeture 2 mai 2017 / — | Longueur —                  | Durée environ 28 min        | Nb. d’arrêts 17             | Matériel Lion's City G Lion's City GX 337 Elec | Jours de fonctionnement L, Ma, Me, J, V, S, D | Jour / Soir / Nuit / Fêtes O / O / N / O | Voy. / an —                 | Exploitant TP2A             |
| Tango | Desserte : - Ville et lieux desservis : Annemasse (Lycée Jean Monnet, Lycée des Glières, Église Saint-Joseph, Mairie, Parc Montessuit) et Ville-la-Grand (Mairie, Église Saint-Mammès, Cimetière, Zone industrielle de Montréal) - Stations et gares desservies : Gare d'Annemasse. |                             |                             |                             |                                                |                                               |                                          |                             |                             |
| Tango | Autre : - Zone traversée : 210. - Arrêts non accessibles aux UFR : Lycée des Glières et Place Deffaugt. - Amplitudes horaires : La ligne fonctionne du lundi au vendredi de 4 h 40 à 23 h 30, le samedi de 5 h 40 à 23 h et les dimanches et fêtes de 7 h à 20 h 55 environ. - Particularités : Les dimanches et fêtes jusqu'à 15 h, la ligne dessert l'arrêt Léon Bourgeois au lieu de Ville-la-Grand Église à cause du marché de Ville-la-Grand. - Date de dernière mise à jour : 13 décembre 2023. |                             |                             |                             |                                                |                                               |                                          |                             |                             |
| Tango | Dernière actualisation : — |                             |                             |                             |                                                |                                               |                                          |                             |                             |

### Lignes régulières
| Ligne | Caractéristiques | Caractéristiques                                                                                             | Caractéristiques                                                                                             | Caractéristiques                                                                                             | Caractéristiques                                                                                             | Caractéristiques                                                                                             | Caractéristiques                                                                                             | Caractéristiques                                                                                             | Caractéristiques                                                                                             |
| 3     | Gaillard-Fossard (Collège Jacques Prévert services scolaires) ⥋ Jean Monnet P+R | Gaillard-Fossard (Collège Jacques Prévert services scolaires) ⥋ Jean Monnet P+R                              | Gaillard-Fossard (Collège Jacques Prévert services scolaires) ⥋ Jean Monnet P+R                              | Gaillard-Fossard (Collège Jacques Prévert services scolaires) ⥋ Jean Monnet P+R                              | Gaillard-Fossard (Collège Jacques Prévert services scolaires) ⥋ Jean Monnet P+R                              | Gaillard-Fossard (Collège Jacques Prévert services scolaires) ⥋ Jean Monnet P+R                              | Gaillard-Fossard (Collège Jacques Prévert services scolaires) ⥋ Jean Monnet P+R                              | Gaillard-Fossard (Collège Jacques Prévert services scolaires) ⥋ Jean Monnet P+R                              | Gaillard-Fossard (Collège Jacques Prévert services scolaires) ⥋ Jean Monnet P+R                              |
| ----- | --- | --- | --- | --- | --- | --- | --- | --- | --- |
| 3     | Ouverture / Fermeture — / — | Longueur —                                                                                                   | Durée 37 (46) min                                                                                            | Nb. d’arrêts 24 (26)                                                                                         | Matériel Lion's City G Lion's City GX 337 Elec                                                               | Jours de fonctionnement L, Ma, Me, J, V, S                                                                   | Jour / Soir / Nuit / Fêtes O / O / N / N                                                                     | Voy. / an —                                                                                                  | Exploitant TP2A                                                                                              |
| 3     | Desserte : - Ville et lieux desservis : Gaillard (Mairie, Église Saint-Pierre, Cimetière), Ambilly (Parc Jean Beauquis, Mairie), Annemasse (Mairie, Parc Montessuit, Lycée des Glières, Lycée Jean Monnet) - Stations et gares desservies : Gaillard-Libération (17) à distance à l'arrêt La Tour, Annemasse-Parc Montessuit (17) à distance à l'arrêt Clos Fleury et Gare d'Annemasse. | | | | | | | | |
| 3     | Autre : - Zone traversée : 210. - Arrêts non accessibles aux UFR : Gaillard Poste, Jean Moulin, Edelweiss, Foron, École Fraternité, Périllat Lycée, Château Rouge, Annexion, Perrier et Léman. - Amplitudes horaires : La ligne fonctionne du lundi au vendredi de 5 h 25 à 22 h 30 et le samedi de 6 h 45 à 22 h 20 environ. - Particularités : En semaine, la ligne est prolongée, selon les services, jusqu'au Collège Jacques Prévert. - Date de dernière mise à jour : 11 décembre 2022. | | | | | | | | |
| 3     | Dernière actualisation : — | | | | | | | | |
| 4     | Pas-de-l'Échelle-École (Étrembières-Mairie à certaines heures) ⥋ Ville-la-Grand-Église | Pas-de-l'Échelle-École (Étrembières-Mairie à certaines heures) ⥋ Ville-la-Grand-Église                       | Pas-de-l'Échelle-École (Étrembières-Mairie à certaines heures) ⥋ Ville-la-Grand-Église                       | Pas-de-l'Échelle-École (Étrembières-Mairie à certaines heures) ⥋ Ville-la-Grand-Église                       | Pas-de-l'Échelle-École (Étrembières-Mairie à certaines heures) ⥋ Ville-la-Grand-Église                       | Pas-de-l'Échelle-École (Étrembières-Mairie à certaines heures) ⥋ Ville-la-Grand-Église                       | Pas-de-l'Échelle-École (Étrembières-Mairie à certaines heures) ⥋ Ville-la-Grand-Église                       | Pas-de-l'Échelle-École (Étrembières-Mairie à certaines heures) ⥋ Ville-la-Grand-Église                       | Pas-de-l'Échelle-École (Étrembières-Mairie à certaines heures) ⥋ Ville-la-Grand-Église                       |
| 4     | Ouverture / Fermeture — / — | Longueur —                                                                                                   | Durée 45 min                                                                                                 | Nb. d’arrêts 17                                                                                              | Matériel Lion's City GX 337 Elec                                                                             | Jours de fonctionnement L, Ma, Me, J, V, S                                                                   | Jour / Soir / Nuit / Fêtes O / N / N / N                                                                     | Voy. / an —                                                                                                  | Exploitant TP2A                                                                                              |
| 4     | Desserte : - Ville et lieux desservis : Étrembières (Douane de Veyrier, Mairie), Annemasse (Lycée Le Salève, Mairie, Parc Montessuit), Ambilly et Ville-la-Grand (Église Saint-Mammès et Mairie) - Stations et gares desservies : Téléphérique du Salève (gare inférieure), Annemasse-Parc Montessuit (17) à distance à l'arrêt Clos Fleury et Gare d'Annemasse. | | | | | | | | |
| 4     | Autre : - Zone traversée : 210. - Arrêts non accessibles aux UFR : Pas-de-l'Échelle-École, Veyrier-Douane, Les Îles, Lycée Professionnel, École Fraternité, Albert Hénon vers Ville-la-Grand, Pont Neuf et Debussy. - Amplitudes horaires : La ligne fonctionne du lundi au vendredi de 6 h 20 à 19 h 20 et le samedi de 7 h 5 à 19 h 20 environ. - Particularités : - En semaine en heures creuses, la ligne est limitée à la mairie d'Étrembières et ne dessert pas le Pas-de-l'Échelle ; - En semaine en période scolaire, un renfort scolaire est assuré le matin entre Ville-la-Grand et l'arrêt Pont d'Étrembières. - Date de dernière mise à jour : 11 décembre 2022. | | | | | | | | |
| 4     | Dernière actualisation : — | | | | | | | | |
| 5     | Annemasse-Parc Montessuit (départ) / Adrien Ligué (arrivée) ⥋ Bonne-Centre / Hôpital Findrol un bus sur deux | Annemasse-Parc Montessuit (départ) / Adrien Ligué (arrivée) ⥋ Bonne-Centre / Hôpital Findrol un bus sur deux | Annemasse-Parc Montessuit (départ) / Adrien Ligué (arrivée) ⥋ Bonne-Centre / Hôpital Findrol un bus sur deux | Annemasse-Parc Montessuit (départ) / Adrien Ligué (arrivée) ⥋ Bonne-Centre / Hôpital Findrol un bus sur deux | Annemasse-Parc Montessuit (départ) / Adrien Ligué (arrivée) ⥋ Bonne-Centre / Hôpital Findrol un bus sur deux | Annemasse-Parc Montessuit (départ) / Adrien Ligué (arrivée) ⥋ Bonne-Centre / Hôpital Findrol un bus sur deux | Annemasse-Parc Montessuit (départ) / Adrien Ligué (arrivée) ⥋ Bonne-Centre / Hôpital Findrol un bus sur deux | Annemasse-Parc Montessuit (départ) / Adrien Ligué (arrivée) ⥋ Bonne-Centre / Hôpital Findrol un bus sur deux | Annemasse-Parc Montessuit (départ) / Adrien Ligué (arrivée) ⥋ Bonne-Centre / Hôpital Findrol un bus sur deux |
| 5     | Ouverture / Fermeture — / — | Longueur —                                                                                                   | Durée 28 / 48 min                                                                                            | Nb. d’arrêts 20 / 25                                                                                         | Matériel Lion's City G Lion's City GX 337 Elec                                                               | Jours de fonctionnement L, Ma, Me, J, V, S                                                                   | Jour / Soir / Nuit / Fêtes O / O / N / N                                                                     | Voy. / an —                                                                                                  | Exploitant TP2A                                                                                              |
| 5     | Desserte : - Ville et lieux desservis : Annemasse (Mairie, Parc Montessuit, Église Saint-Joseph), Vétraz-Monthoux, Cranves-Sales (Collège P.E. Victor), Bonne (Parc d'activités de la Menoge et centre-ville), Fillinges (Parc relais du Pont de Fillinges et Zone d'activités économiques de Findrol) et Contamine-sur-Arve (Centre hospitalier Alpes Léman) - Stations et gares desservies : Annemasse-Parc Montessuit (17) et Gare d'Annemasse. | | | | | | | | |
| 5     | Autre : - Zone traversée : 210. - Arrêts non accessibles aux UFR : Parc Eu. Maître, Romagny, Glières, Centre de transfusion, Jules Verne, Les Nants, Bas Monthoux vers Annemasse, Chemin des Teppes, Route des Tattes vers Bonne, Taninges, PAE de la Menoge vers Annemasse, Bonne Centre vers Hôpital et Findrol. - Amplitudes horaires : La ligne fonctionne du lundi au vendredi de 5 h 10 à 21 h 25 et le samedi de 6 h 20 à 21 h 20 environ. - Particularités : - à raison d'un bus sur deux, la ligne alterne la desserte de l'hôpital Findrol et celle de Bonne ; - les arrêts Complexe sportif et Collège Paul-Émile Victor ne sont desservis qu'en heures de pointe. - Date de dernière mise à jour : 11 décembre 2022. | | | | | | | | |
| 5     | Dernière actualisation : — | | | | | | | | |
| 6     | Gaillard-Fossard ⥋ Prés des Plans | Gaillard-Fossard ⥋ Prés des Plans                                                                            | Gaillard-Fossard ⥋ Prés des Plans                                                                            | Gaillard-Fossard ⥋ Prés des Plans                                                                            | Gaillard-Fossard ⥋ Prés des Plans                                                                            | Gaillard-Fossard ⥋ Prés des Plans                                                                            | Gaillard-Fossard ⥋ Prés des Plans                                                                            | Gaillard-Fossard ⥋ Prés des Plans                                                                            | Gaillard-Fossard ⥋ Prés des Plans                                                                            |
| 6     | Ouverture / Fermeture — / — | Longueur —                                                                                                   | Durée 40 min                                                                                                 | Nb. d’arrêts 29                                                                                              | Matériel Lion's City G Lion's City GX 337 Elec                                                               | Jours de fonctionnement L, Ma, Me, J, V, S, D                                                                | Jour / Soir / Nuit / Fêtes O / N / N / O                                                                     | Voy. / an —                                                                                                  | Exploitant TP2A                                                                                              |
| 6     | Desserte : - Ville et lieux desservis : Gaillard (Cimetière, Église Saint-Pierre, Mairie), Annemasse (Hôpital privé des Pays de Savoie, Parc Montessuit, Mairie, Église St-Joseph), Ville-la-Grand (Mairie, Église Saint-Mammès, Zone Commerciale) - Stations et gares desservies : Croix d'Ambilly (17) et Annemasse-Parc Montessuit (17) à distance à l'arrêt Clos Fleury. | | | | | | | | |
| 6     | Autre : - Zone traversée : 210. - Arrêts non accessibles aux UFR : Louis Lachenal, Maison des Sports, Place de l'Étoile, Romagny, Tournelles, Allobroges, Debussy et Pré des Plans. - Amplitudes horaires : La ligne fonctionne du lundi au vendredi de 5 h 50 à 20 h 45, le samedi de 7 h à 19 h 40 et les dimanches et fêtes de 8 h à 19 h 40 environ. - Particularités : Les dimanches et fêtes jusqu'à 15 h, la ligne ne dessert pas les arrêts Léon Bourgeois et Ville-la-Grand Église à cause du marché de Ville-la-Grand. - Modifications au 12 décembre 2022 : La ligne fonctionne désormais les dimanches et jours fériés. Son itinéraire est revu en centre-ville et à Ville-la-Grand, avec la desserte du Centre Commercial La Galerie et de la Zone Commerciale de Ville-la-Grand. - Date de dernière mise à jour : 21 décembre 2022. | | | | | | | | |
| 6     | Dernière actualisation : — | | | | | | | | |
| 7     | Jean Monnet P+R ⥋ Altéa P+R (Machilly Gare en heures de pointe) | Jean Monnet P+R ⥋ Altéa P+R (Machilly Gare en heures de pointe)                                              | Jean Monnet P+R ⥋ Altéa P+R (Machilly Gare en heures de pointe)                                              | Jean Monnet P+R ⥋ Altéa P+R (Machilly Gare en heures de pointe)                                              | Jean Monnet P+R ⥋ Altéa P+R (Machilly Gare en heures de pointe)                                              | Jean Monnet P+R ⥋ Altéa P+R (Machilly Gare en heures de pointe)                                              | Jean Monnet P+R ⥋ Altéa P+R (Machilly Gare en heures de pointe)                                              | Jean Monnet P+R ⥋ Altéa P+R (Machilly Gare en heures de pointe)                                              | Jean Monnet P+R ⥋ Altéa P+R (Machilly Gare en heures de pointe)                                              |
| 7     | Ouverture / Fermeture 2 mai 2017 / — | Longueur —                                                                                                   | Durée 23 (37) min                                                                                            | Nb. d’arrêts 20 (30)                                                                                         | Matériel Lion's City G Lion's City GX 337 Elec                                                               | Jours de fonctionnement L, Ma, Me, J, V, S                                                                   | Jour / Soir / Nuit / Fêtes O / O / N / N                                                                     | Voy. / an —                                                                                                  | Exploitant TP2A                                                                                              |
| 7     | Desserte : - Ville et lieux desservis : Annemasse (Lycée Jean Monnet, Aérodrome d'Annemasse, Zone d'activités économiques du Mont-Blanc) et Ville-la-Grand (Mairie, Église Saint-Mammès, Zone industrielle de Montréal), Juvigny, Cranves-Sales, Saint-Cergues (Mairie) et Machilly - Stations et gares desservies : Gare de Machilly. | | | | | | | | |
| 7     | Autre : - Zone traversée : 210. - Arrêts non accessibles aux UFR : Léman, Dusonchet, Charcot, Mont Rond, Abondance, Biches, Artisans, Deux Montagnes, La Plantaz, Champ Bérou, Chandouze, La Cave aux Fées, Les Fontaines, Saint-Cergues Mairie, Terret, Les Buissioz et Machilly Gare. - Amplitudes horaires : La ligne fonctionne du lundi au vendredi de 6 h 30 à 19 h 55 et le samedi de 6 h 30 à 19 h 50 environ. - Particularités : En semaine en heures de pointe et quelques fois le samedi après-midi, la ligne est prolongée jusqu'à la gare de Machilly. - Date de dernière mise à jour : 6 mai 2025. | | | | | | | | |
| 7     | Dernière actualisation : — | | | | | | | | |
| 8     | Gare Annemasse ⥋ Collège Paul-Émile Victor (Bonne-Centre en heures de pointe) | Gare Annemasse ⥋ Collège Paul-Émile Victor (Bonne-Centre en heures de pointe)                                | Gare Annemasse ⥋ Collège Paul-Émile Victor (Bonne-Centre en heures de pointe)                                | Gare Annemasse ⥋ Collège Paul-Émile Victor (Bonne-Centre en heures de pointe)                                | Gare Annemasse ⥋ Collège Paul-Émile Victor (Bonne-Centre en heures de pointe)                                | Gare Annemasse ⥋ Collège Paul-Émile Victor (Bonne-Centre en heures de pointe)                                | Gare Annemasse ⥋ Collège Paul-Émile Victor (Bonne-Centre en heures de pointe)                                | Gare Annemasse ⥋ Collège Paul-Émile Victor (Bonne-Centre en heures de pointe)                                | Gare Annemasse ⥋ Collège Paul-Émile Victor (Bonne-Centre en heures de pointe)                                |
| 8     | Ouverture / Fermeture 15 décembre 2019 / — | Longueur —                                                                                                   | Durée 30 (42) min                                                                                            | Nb. d’arrêts 24 (29)                                                                                         | Matériel Lion's City G Lion's City GX 337 Elec                                                               | Jours de fonctionnement L, Ma, Me, J, V, S                                                                   | Jour / Soir / Nuit / Fêtes O / N / N / N                                                                     | Voy. / an —                                                                                                  | Exploitant TP2A                                                                                              |
| 8     | Desserte : - Ville et lieux desservis : Annemasse (Parc Montessuit, Mairie, Lycée Jean Monnet), Vétraz-Monthoux (Mairie), Cranves-Sales (Mairie, Église) et Bonne (Parc d'activités de la Menoge) - Stations et gares desservies : Gare d'Annemasse et Annemasse-Parc Montessuit (17) à l'arrêt Adrien Ligué. | | | | | | | | |
| 8     | Autre : - Zone traversée : 210. - Arrêts non accessibles aux UFR : Collonges-Marronniers vers Collège Victor, Hutins, Corly, ZI Borly, Route de Borly et PAE de la Menoge vers Annemasse et Bonne centre (quai d'arrivée). - Amplitudes horaires : La ligne fonctionne du lundi au vendredi de 5 h 55 à 19 h 30 et le samedi de 7 h 5 à 19 h 40 environ. - Particularités : En semaine, la ligne est prolongée, selon les services, jusqu'au centre de Bonne. - Date de dernière mise à jour : 11 décembre 2022. | | | | | | | | |
| 8     | Dernière actualisation : — | | | | | | | | |

### Lignes scolaires
En complément du réseau régulier, les TAC disposent de quatre lignes scolaires pour la desserte des collèges et lycées, quand il n'existe pas de liaison régulière directe.
| Ligne | Trajet | Matériel roulant | Exploitant    |
| ----- | --- | ---------------- | ------------- |
| S1    | Étrembières ↔ Collège Jacques Prévert | Autobus          | TP2A          |
| S2    | Lucinges ↔ Cranves-Sales ↔ Collège Paul-Émile Victor                                                                                             | Autocar          | Sous-traitant |
| S3    | Lucinges ↔ Cranves-Sales ↔ Lycées Jean Monnet, des Glières et du Salève, Collèges Michel Servet et Paul Langevin et Collège-lycée Saint-François | Autocar          | Sous-traitant |
| S4    | Machilly ↔ Saint-Cergues ↔ Juvigny ↔ Lycées Jean Monnet et des Glières, Collège Paul Langevin et Collège-lycée Saint-François                    | Autocar          | Sous-traitant |

En complément, la ligne Y4 des Cars Région Haute-Savoie est accessible pour les élèves résidant à Bonne pour la desserte des mêmes établissements que ceux de la ligne S4.

### Transport à la demande
La gestion du dispatch et des appels des deux services est effectuée par une filiale de RATP Dev, FlexCité grâce à la technologie de Karhoo.
À l’origine, le service nommé Proxi'TAC desservait les quartiers et communes de Vétraz-Monthoux, La Châtelaine, Etrembières ; il complétait l’offre des lignes de bus nos 4 et 5.
Depuis le 13 décembre 2021, le fonctionnement zonal et le nom Proxi'TAC sont abandonnés : Le service fonctionne désormais sous la forme de quatre lignes à itinéraires et horaires fixes, mais activés uniquement sur réservation (A, B, C et D) et correspondant peu ou prou aux quatre anciennes zones et les dimanches et fêtes, on retrouve la ligne desservant le CHAL.
Du lundi au samedi
| Ligne | Caractéristiques | Caractéristiques                                                      | Caractéristiques                                                      | Caractéristiques                                                      | Caractéristiques                                                      | Caractéristiques                                                      | Caractéristiques                                                      | Caractéristiques                                                      | Caractéristiques                                                      |
| A     | TAD A | TAD A                                                                 | TAD A                                                                 | TAD A                                                                 | TAD A                                                                 | TAD A                                                                 | TAD A                                                                 | TAD A                                                                 | TAD A                                                                 |
| A     | Pas-de-l'Échelle-Gare (Châtelaine à certains services) ⥋ Grande Pièce | Pas-de-l'Échelle-Gare (Châtelaine à certains services) ⥋ Grande Pièce | Pas-de-l'Échelle-Gare (Châtelaine à certains services) ⥋ Grande Pièce | Pas-de-l'Échelle-Gare (Châtelaine à certains services) ⥋ Grande Pièce | Pas-de-l'Échelle-Gare (Châtelaine à certains services) ⥋ Grande Pièce | Pas-de-l'Échelle-Gare (Châtelaine à certains services) ⥋ Grande Pièce | Pas-de-l'Échelle-Gare (Châtelaine à certains services) ⥋ Grande Pièce | Pas-de-l'Échelle-Gare (Châtelaine à certains services) ⥋ Grande Pièce | Pas-de-l'Échelle-Gare (Châtelaine à certains services) ⥋ Grande Pièce |
| ----- | --- | --------------------------------------------------------------------- | --------------------------------------------------------------------- | --------------------------------------------------------------------- | --------------------------------------------------------------------- | --------------------------------------------------------------------- | --------------------------------------------------------------------- | --------------------------------------------------------------------- | --------------------------------------------------------------------- |
| A     | Ouverture / Fermeture 13 décembre 2021 / — | Longueur —                                                            | Durée 15 (12) min                                                     | Nb. d’arrêts 8 (3)                                                    | Matériel Minibus                                                      | Jours de fonctionnement L, Ma, Me, J, V, S                            | Jour / Soir / Nuit / Fêtes O / N / N / N                              | Voy. / an —                                                           | Exploitant TP2A                                                       |
| A     | Desserte : - Ville et lieux desservis : Étrembières (Douane de Veyrier, Mairie) - Stations et gares desservies : Téléphérique du Salève (gare inférieure). |                                                                       |                                                                       |                                                                       |                                                                       |                                                                       |                                                                       |                                                                       |                                                                       |
| A     | Autre : - Zone traversée : 210. - Arrêts non accessibles aux UFR : NC - Amplitudes horaires : La ligne fonctionne sur réservation du lundi au vendredi de 6 h à 18 h 50 et le samedi de 8 h 40 à 17 h 55 environ. - Particularités : Seuls certains services desservent l'arrêt Châtelaine. - Date de dernière mise à jour : 4 septembre 2022. |                                                                       |                                                                       |                                                                       |                                                                       |                                                                       |                                                                       |                                                                       |                                                                       |
| A     | Dernière actualisation : — |                                                                       |                                                                       |                                                                       |                                                                       |                                                                       |                                                                       |                                                                       |                                                                       |
| B     | TAD B | TAD B                                                                 | TAD B                                                                 | TAD B                                                                 | TAD B                                                                 | TAD B                                                                 | TAD B                                                                 | TAD B                                                                 | TAD B                                                                 |
| B     | Machilly Gare ⥋ Altéa P+R |                                                                       |                                                                       |                                                                       |                                                                       |                                                                       |                                                                       |                                                                       |                                                                       |
| B     | Ouverture / Fermeture 13 décembre 2021 / — | Longueur —                                                            | Durée 14 min                                                          | Nb. d’arrêts 11                                                       | Matériel Minibus                                                      | Jours de fonctionnement L, Ma, Me, J, V, S                            | Jour / Soir / Nuit / Fêtes O / N / N / N                              | Voy. / an —                                                           | Exploitant TP2A                                                       |
| B     | Desserte : - Ville et lieux desservis : Ville-la-Grand (Zone industrielle de Montréal), Juvigny, Cranves-Sales, Saint-Cergues (Mairie) et Machilly - Stations et gares desservies : Gare de Machilly. |                                                                       |                                                                       |                                                                       |                                                                       |                                                                       |                                                                       |                                                                       |                                                                       |
| B     | Autre : - Zone traversée : 210. - Arrêts non accessibles aux UFR : NC - Amplitudes horaires : La ligne fonctionne sur réservation du lundi au vendredi de 6 h 20 à 19 h et le samedi de 8 h 45 à 18 h environ. - Date de dernière mise à jour : 4 septembre 2022.                                                                              |                                                                       |                                                                       |                                                                       |                                                                       |                                                                       |                                                                       |                                                                       |                                                                       |
| B     | Dernière actualisation : — |                                                                       |                                                                       |                                                                       |                                                                       |                                                                       |                                                                       |                                                                       |                                                                       |
| C     | TAD C | TAD C                                                                 | TAD C                                                                 | TAD C                                                                 | TAD C                                                                 | TAD C                                                                 | TAD C                                                                 | TAD C                                                                 | TAD C                                                                 |
| C     | Cranves-Sales - Les Chemenouds ⥋ Cranves-Sales - Collège Paul-Émile Victor |                                                                       |                                                                       |                                                                       |                                                                       |                                                                       |                                                                       |                                                                       |                                                                       |
| C     | Ouverture / Fermeture 13 décembre 2021 / — | Longueur —                                                            | Durée 42 min                                                          | Nb. d’arrêts 20                                                       | Matériel Minibus                                                      | Jours de fonctionnement L, Ma, Me, J, V, S                            | Jour / Soir / Nuit / Fêtes O / N / N / N                              | Voy. / an —                                                           | Exploitant TP2A                                                       |
| C     | Desserte : - Ville et lieux desservis : Cranves-Sales, Juvigny, Lucinges et Saint-Cergues - Station et gare desservie : Aucune. |                                                                       |                                                                       |                                                                       |                                                                       |                                                                       |                                                                       |                                                                       |                                                                       |
| C     | Autre : - Zone traversée : 210. - Arrêts non accessibles aux UFR : NC - Amplitudes horaires : La ligne fonctionne sur réservation du lundi au vendredi de 6 h 20 à 18 h 50 et le samedi de 9 h 20 à 17 h 50 environ. - Date de dernière mise à jour : 4 septembre 2022.                                                                        |                                                                       |                                                                       |                                                                       |                                                                       |                                                                       |                                                                       |                                                                       |                                                                       |
| C     | Dernière actualisation : — |                                                                       |                                                                       |                                                                       |                                                                       |                                                                       |                                                                       |                                                                       |                                                                       |
| D     | TAD D | TAD D                                                                 | TAD D                                                                 | TAD D                                                                 | TAD D                                                                 | TAD D                                                                 | TAD D                                                                 | TAD D                                                                 | TAD D                                                                 |
| D     | Cranves-Sales - Les Rosses ⥋ Cranves-Sales - Collège Paul-Émile Victor |                                                                       |                                                                       |                                                                       |                                                                       |                                                                       |                                                                       |                                                                       |                                                                       |
| D     | Ouverture / Fermeture 13 décembre 2021 / — | Longueur —                                                            | Durée 43 min                                                          | Nb. d’arrêts 19                                                       | Matériel Minibus                                                      | Jours de fonctionnement L, Ma, Me, J, V, S                            | Jour / Soir / Nuit / Fêtes O / N / N / N                              | Voy. / an —                                                           | Exploitant TP2A                                                       |
| D     | Desserte : - Ville et lieux desservis : Bonne, Cranves-Sales et Lucinges - Station et gare desservie : Aucune. |                                                                       |                                                                       |                                                                       |                                                                       |                                                                       |                                                                       |                                                                       |                                                                       |
| D     | Autre : - Zone traversée : 210. - Arrêts non accessibles aux UFR : NC - Amplitudes horaires : La ligne fonctionne sur réservation du lundi au vendredi de 6 h 20 à 18 h 55 et le samedi de 9 h 10 à 17 h 55 environ. - Date de dernière mise à jour : 4 septembre 2022.                                                                        |                                                                       |                                                                       |                                                                       |                                                                       |                                                                       |                                                                       |                                                                       |                                                                       |
| D     | Dernière actualisation : — |                                                                       |                                                                       |                                                                       |                                                                       |                                                                       |                                                                       |                                                                       |                                                                       |

Les dimanches et fêtes
| Ligne | Caractéristiques | Caractéristiques                 | Caractéristiques                 | Caractéristiques                 | Caractéristiques                 | Caractéristiques                 | Caractéristiques                         | Caractéristiques                 | Caractéristiques                 |
| CHAL  | TAD CHAL | TAD CHAL                         | TAD CHAL                         | TAD CHAL                         | TAD CHAL                         | TAD CHAL                         | TAD CHAL                                 | TAD CHAL                         | TAD CHAL                         |
| CHAL  | Gare Annemasse ⥋ Hôpital Findrol | Gare Annemasse ⥋ Hôpital Findrol | Gare Annemasse ⥋ Hôpital Findrol | Gare Annemasse ⥋ Hôpital Findrol | Gare Annemasse ⥋ Hôpital Findrol | Gare Annemasse ⥋ Hôpital Findrol | Gare Annemasse ⥋ Hôpital Findrol         | Gare Annemasse ⥋ Hôpital Findrol | Gare Annemasse ⥋ Hôpital Findrol |
| ----- | --- | -------------------------------- | -------------------------------- | -------------------------------- | -------------------------------- | -------------------------------- | ---------------------------------------- | -------------------------------- | -------------------------------- |
| CHAL  | Ouverture / Fermeture — / — | Longueur —                       | Durée 30 min                     | Nb. d’arrêts 4                   | Matériel Minibus                 | Jours de fonctionnement D        | Jour / Soir / Nuit / Fêtes O / N / N / O | Voy. / an —                      | Exploitant TP2A                  |
| CHAL  | Desserte : - Ville et lieux desservis : Annemasse, Cranves-Sales et Contamine-sur-Arve (Centre hospitalier Alpes Léman) - Stations et gares desservies : Gare d'Annemasse. |                                  |                                  |                                  |                                  |                                  |                                          |                                  |                                  |
| CHAL  | Autre : - Zone traversée : 210. - Arrêt non accessible aux UFR : Aucun. - Amplitudes horaires : La ligne fonctionne sur réservation les dimanches et jours fériés à raison de quatre allers-retours par jour. - Histoire : Jusqu'au 13 décembre 2021, cette ligne était nommée Chal'Express. - Date de dernière mise à jour : 4 septembre 2022. |                                  |                                  |                                  |                                  |                                  |                                          |                                  |                                  |
| CHAL  | Dernière actualisation : — |                                  |                                  |                                  |                                  |                                  |                                          |                                  |                                  |

#### Personnes à mobilité réduite
Le service TAD PMR (ex-Handi’TAC) est un service destiné aux personnes à mobilité réduite résidant dans une des communes membres de Annemasse - Les Voirons Agglomération. Une fois par mois, en partenariat avec la salle de spectacles Château Rouge, un spectacle (musique, théâtre, cirque, etc.) est proposé aux usagers.
Le service fonctionne du lundi au vendredi de 5 h 30 à 18 h 30 et le samedi de 8 h 30 à 12 h 30 et de 13 h 30 à 18 h, sans surcoût par rapport au réseau classique.

### VéloTAC
Depuis mai 2021, une offre de location de vélos classiques ou à assistance électrique et de trottinettes électriques de longue durée est proposée.

## Exploitation

### État de parc

#### Actuel
Le parc véhicule est composé de 42 bus (minibus TAD PMR ex-handi'TAC, minibus TAD ex-proxi'TAC, standards et articulés). La numérotation est établie en fonction du type de bus,. 
| Numéro              | Marque        | Modèle             | Commentaires |
| ------------------- | ------------- | ------------------ | --- |
| Minibus TAD         |               |                    | |
| P3                  | Renault       | Trafic             | |
| Minibus TAD PMR     |               |                    | |
| H3-H4, H6-H7        | Renault/Gruau | Master             | Reçus en janvier 2009 et en juillet 2014. |
| T2-T3               | Ford          | Transit            | |
| Bus standard (12 m) |               |                    | |
| 302, 322-345        | MAN           | Lion's City        | Reçus en août 2008 (323), août 2009 (324), 2010 (302 et 325), 2011 (326 à 329), 2014 (330 à 338), 2015 (339 à 341), 2016 (342 et 343), 2017 (344 et 345).                                                        |
| 401-406             | Heuliez       | GX 337 Electric    | Reçus en décembre 2023. |
| Bus articulé (18 m) |               |                    | |
| 501, 504-513        | MAN           | Lion's City G BHNS | Reçus en 2010 (501), 2011 (504 et 505), 2014 (506 à 511), 2016 (512 et 513). |
| 1701                | MAN           | Lion's City G      | Véhicule utilisé sur la ligne 61 des Transports publics genevois entre 2013 et 2019 durant la construction du CEVA. Reçu en juillet 2013. Un seul véhicule conservé après la refonte du réseau en décembre 2019. |

#### Ancien
| Numéro                          | Marque        | Modèle        | Commentaires |
| ------------------------------- | ------------- | ------------- | --- |
| Minibus Proxi'TAC               |               |               | |
| p. 1 et p. 2                    | Renault       | Trafic        | |
| Minibus Handi'TAC               |               |               | |
| H1 et H3                        | Citroën       | Jumper        | |
| H2                              | Renault/Gruau | Master        | Reçu en janvier 2009 |
| Midibus (9 m)                   |               |               | |
| 201                             | Heuliez       | GX117         | |
| 202-204                         | Heuliez       | GX77 H        | |
| Bus standard (12 m)             |               |               | |
| dont 312                        | Renault       | R312          | |
| 3085, 3086, 3087                | Van Hool      | A 500         | Vendus au réseau TUB. |
| 303-304                         | Van Hool      | A320          | |
| 301, 305, 307-311, 313, 315-318 | Renault       | Agora S       | 313 : Portes Électriques - Climatisation. Retirés du réseau en décembre 2019.                                                                                                 |
| 314                             | Renault       | Agora Line    | 1er prototype de la gamme R.V.I. Agora Line - Climatisation |
| 306, 319-321                    | Irisbus       | Citelis 12    | Reçus en décembre 2005. Retirés du réseau en décembre 2019. |
| Bus articulé (18 m)             |               |               | |
| 502                             | Renault       | Agora L       | Racheté d'occasion à la SIBRA, bus réformé en octobre 2012 après un accident. Réserve.                                                                                        |
| 503                             | Renault       | Agora L       | Réserve. Retiré du réseau en décembre 2019. |
| 710 - 718                       | Renault       | Agora L       | Véhicules provisoires pour la ligne 61. |
| 701-708 (1701-1708 aux TPG)     | MAN           | Lion's City G | Véhicules utilisés sur la ligne 61 des Transports publics genevois entre 2013 et 2019 durant la construction du CEVA. Série partiellement retirée du réseau en décembre 2019. |

### Tarification et financement

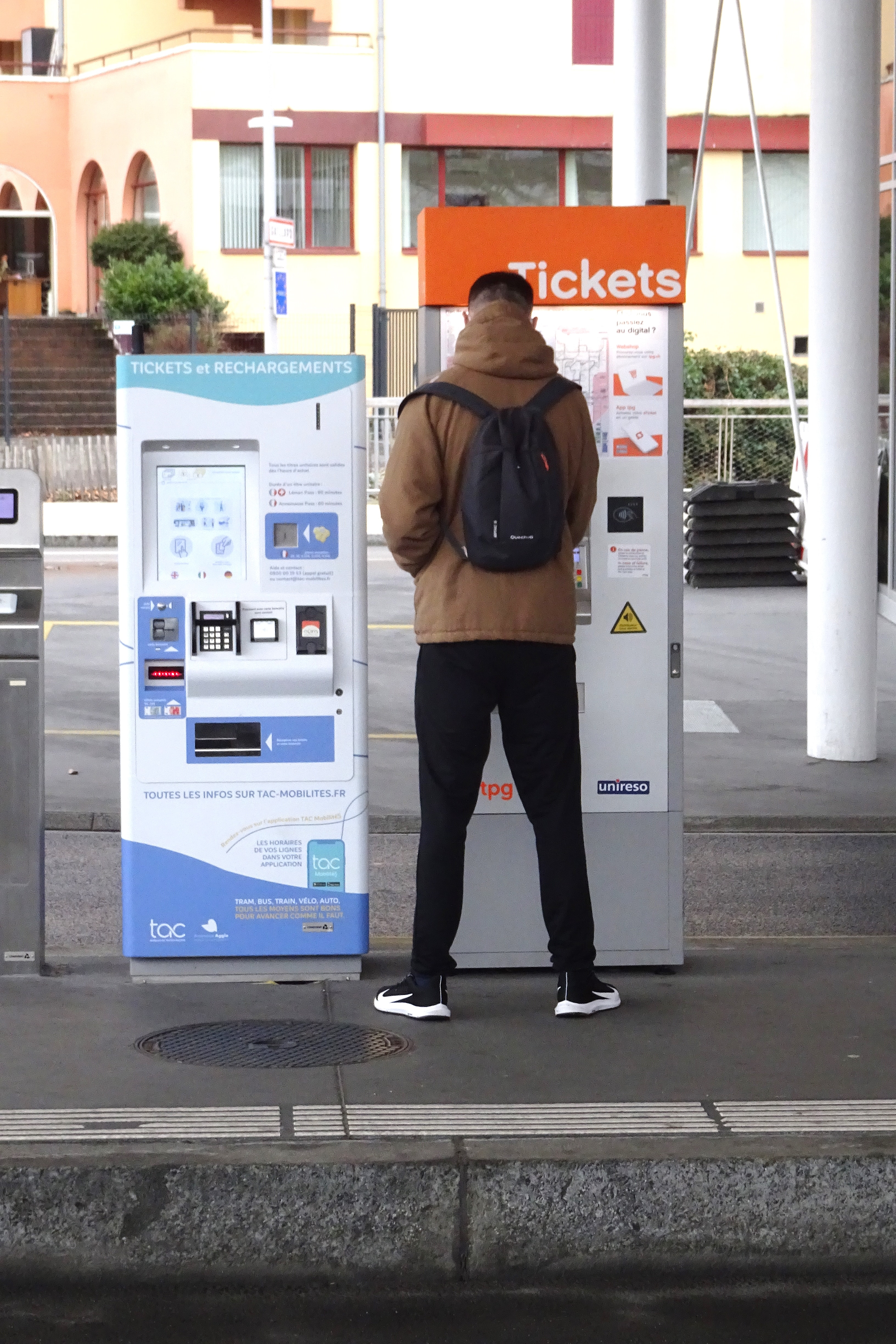
Distributeurs de tickets TAC et TPG à la station Moillesulaz.

En 2004, le réseau TAC adhère à la communauté tarifaire franco-valdo-genevoise Unireso. Le réseau est intégralement situé dans la zone 82, dont le périmètre correspond à celui de la communauté d'agglomération. Avec la mise en service intégrale du Léman Express le 15 décembre 2019, le réseau est situé dans la zone 210 du nouveau système tarifaire transfrontalier Léman Pass qui remplace Unireso en dehors de Genève ; les trajets internes au réseau continuent à s'effectuer avec sa tarification propre. La billétique sera modernisée avec l'utilisation de la carte OùRA! comme support unique pour les abonnements internes au réseau. La tarification TAC s'applique aussi à la ligne 17 du tramway de Genève pour les trajets effectués entre deux stations françaises.
La grille tarifaire se constitue des titres suivants :
- « Annemasse Pass », exclusifs au périmètre de la zone 210, avec le ticket unité vendu 1,60 € (2 € à bord de la ligne Tango), 12,80 € en carnet de dix en tarif normal, ainsi que les gammes d'abonnements « Diabolo » pour les moins de 18 ans et « Tac&Go » au-delà, en version annuelle ou mensuelle avec des tarifs variants en fonction de l'âge (18-25 ans, 26-64 ans et 65 ans et plus) ;
- « Léman Pass », pour tous les trajets combinant l'utilisation du réseau TAC et d'une autre zone tarifaire transfrontalière.

## Projet
D'ici 2026, la ligne 5 sera réaménagée avec notamment la création de 3,5 km de voies réservées et de carrefours aménagés et équipés de la priorité aux feux, sur le modèle de la ligne Tango. L'un des objectifs est de réduire le temps de parcours, pouvant atteindre 30 à 40 minutes depuis Bonne, à un temps estimé à 20 à 25 minutes tandis que 15 arrêts seront réaménagés.

## Galerie d'images

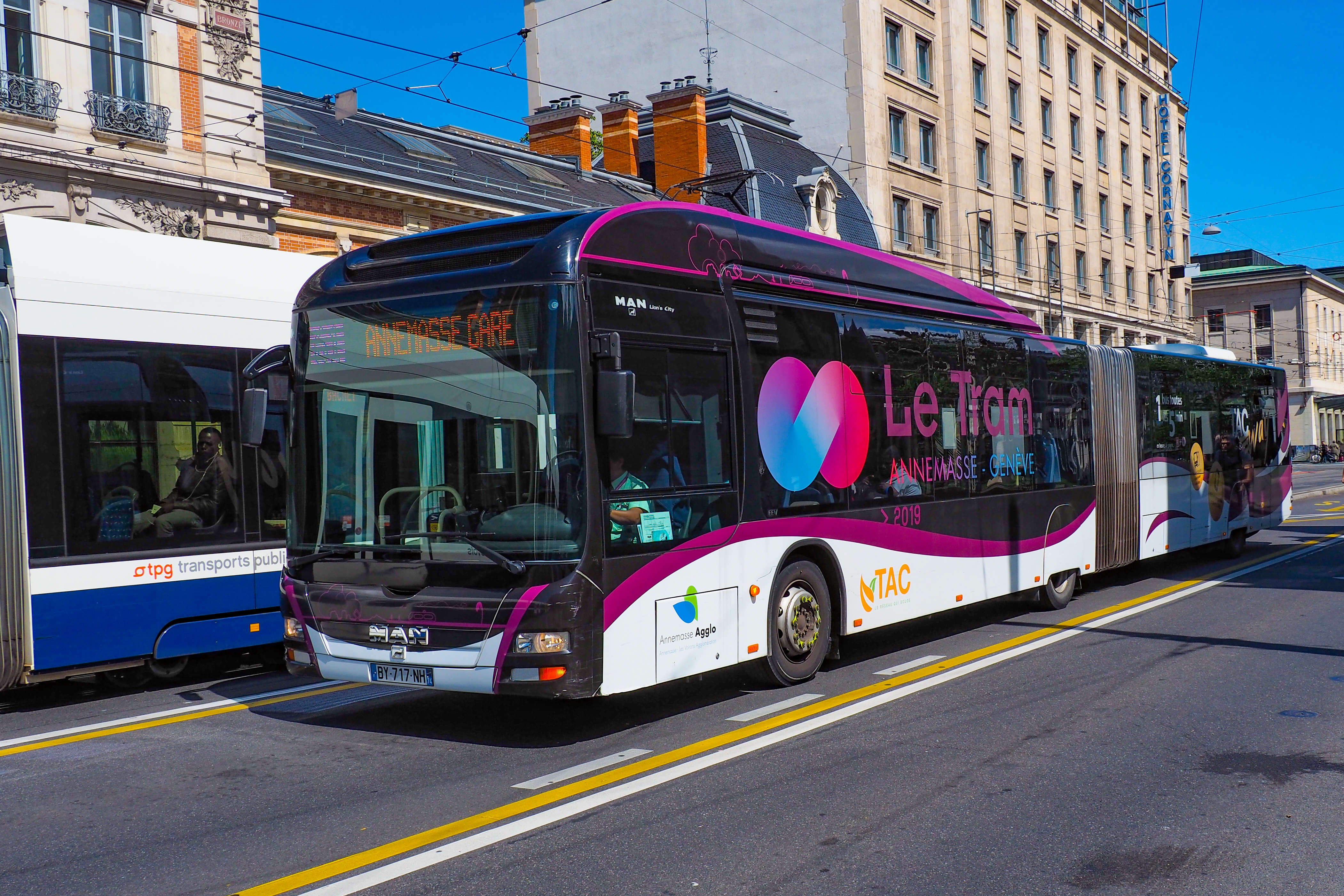
MAN Lion's City G BHNS utilisé sur la ligne 61, à Genève, en 2019.
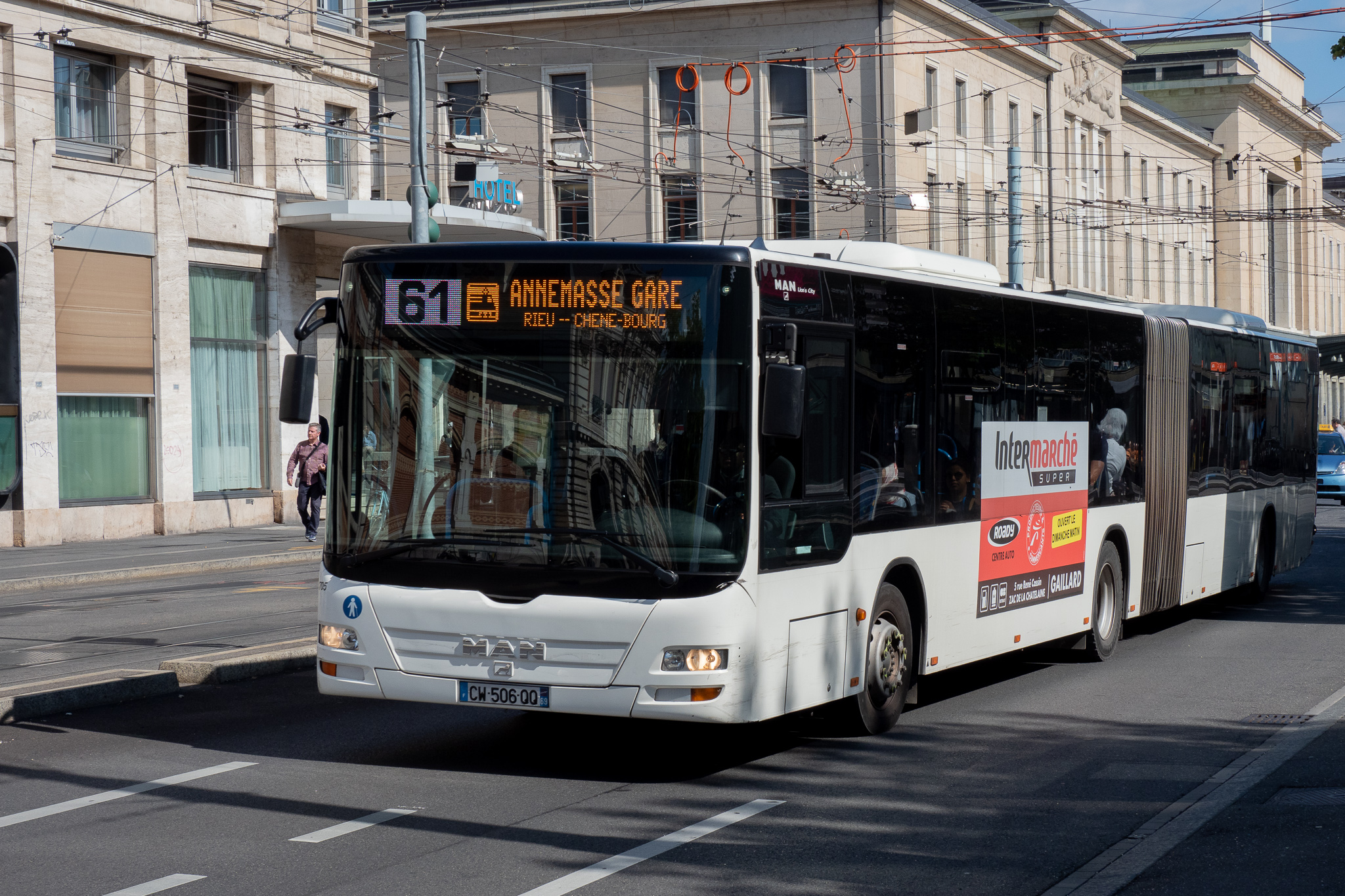
MAN Lion's City G utilisé sur la ligne 61, à Genève, en 2018.
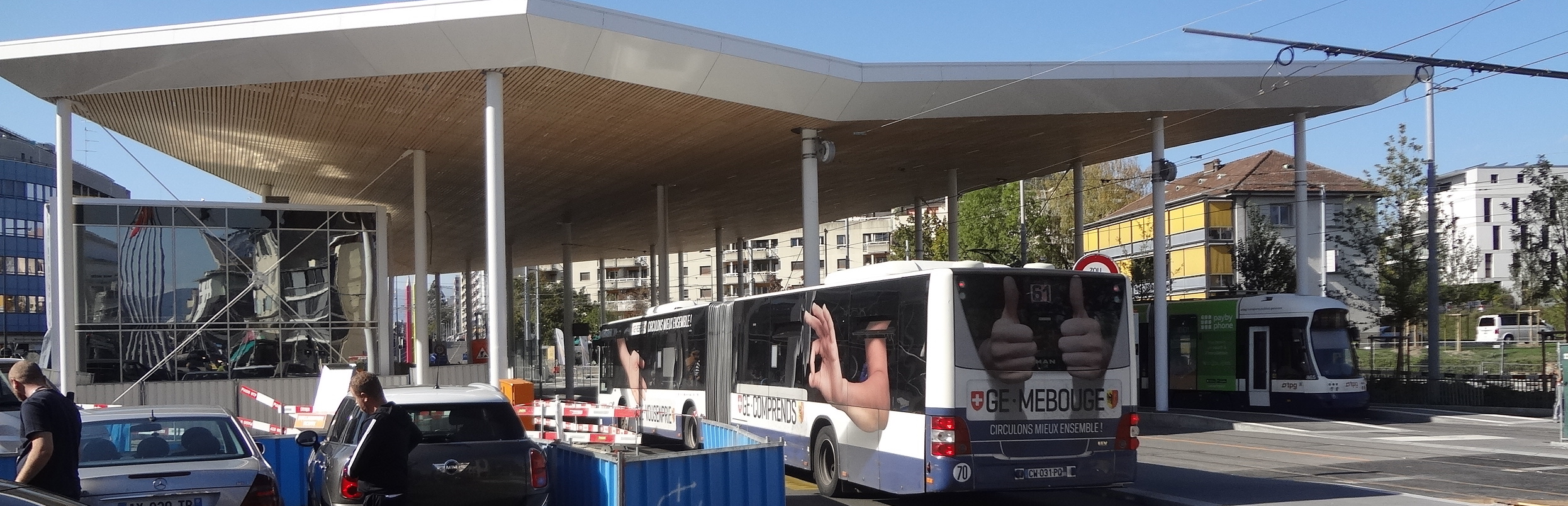
MAN Lion's City G utilisé sur la ligne 61, à la douane de Moillesulaz, en 2019.
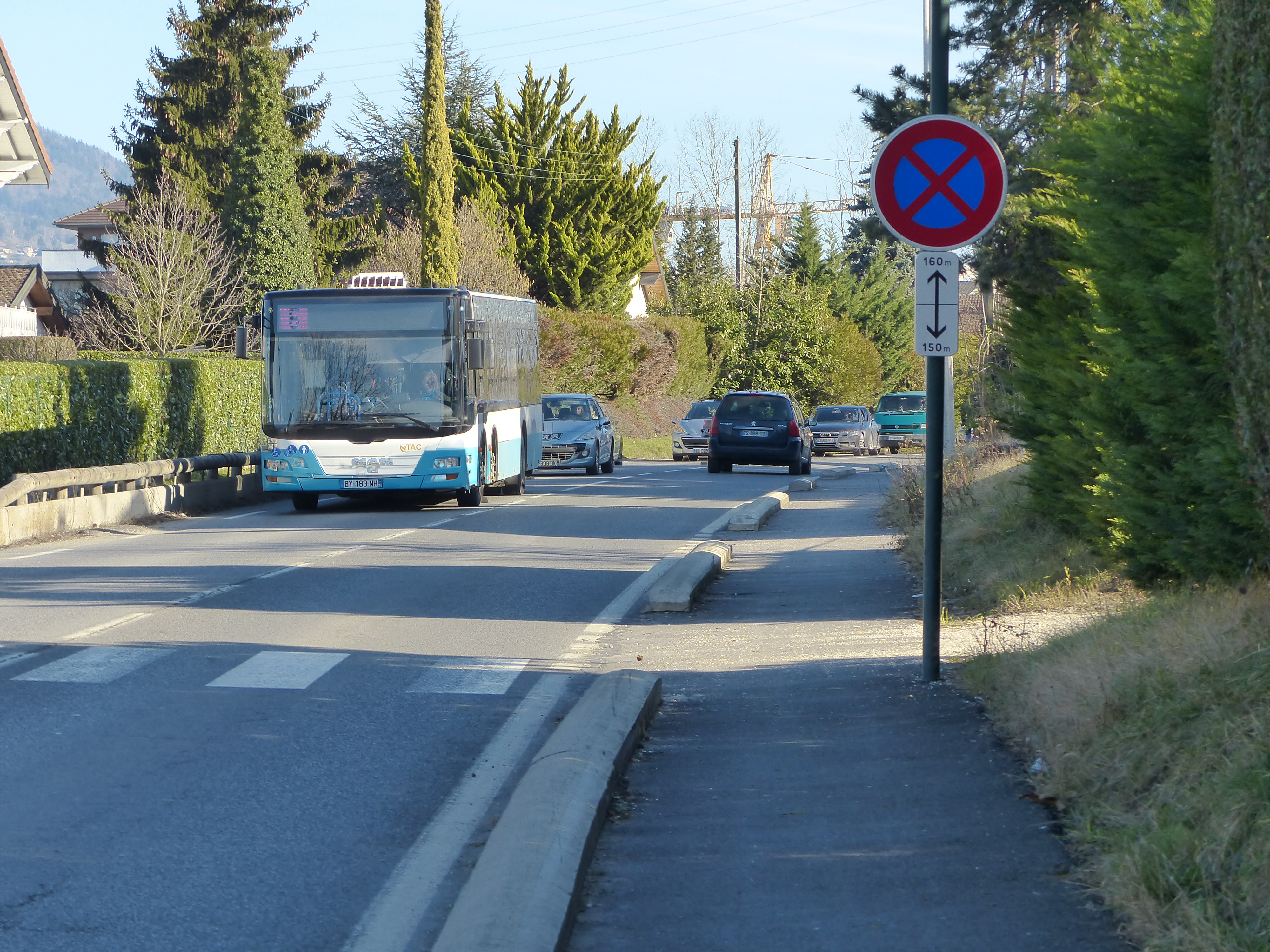
MAN Lion's City utilisé sur la ligne 5, sur la route de Taninges, en 2020.
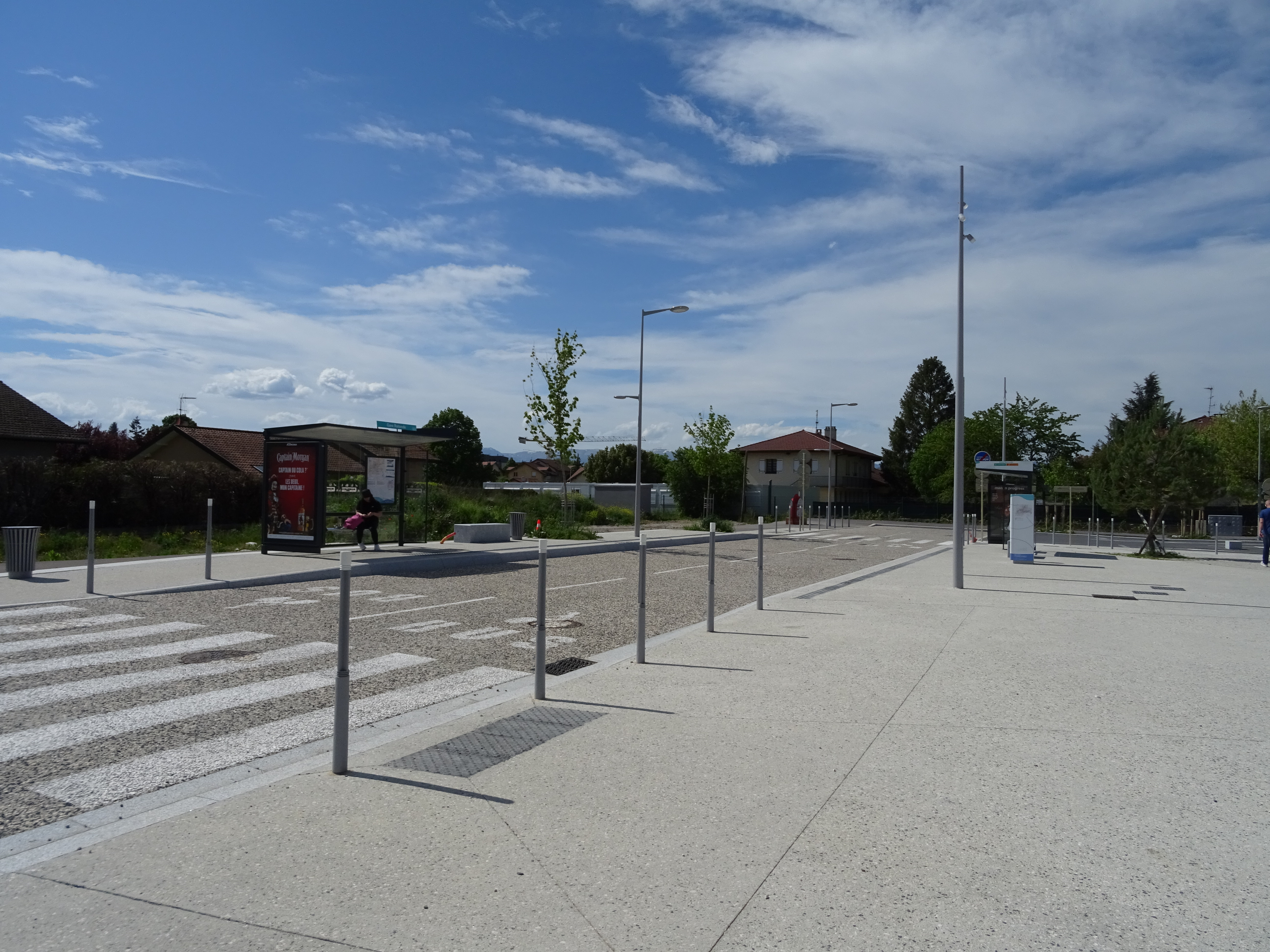
Arrêt de bus Gare Rotonde en 2021.
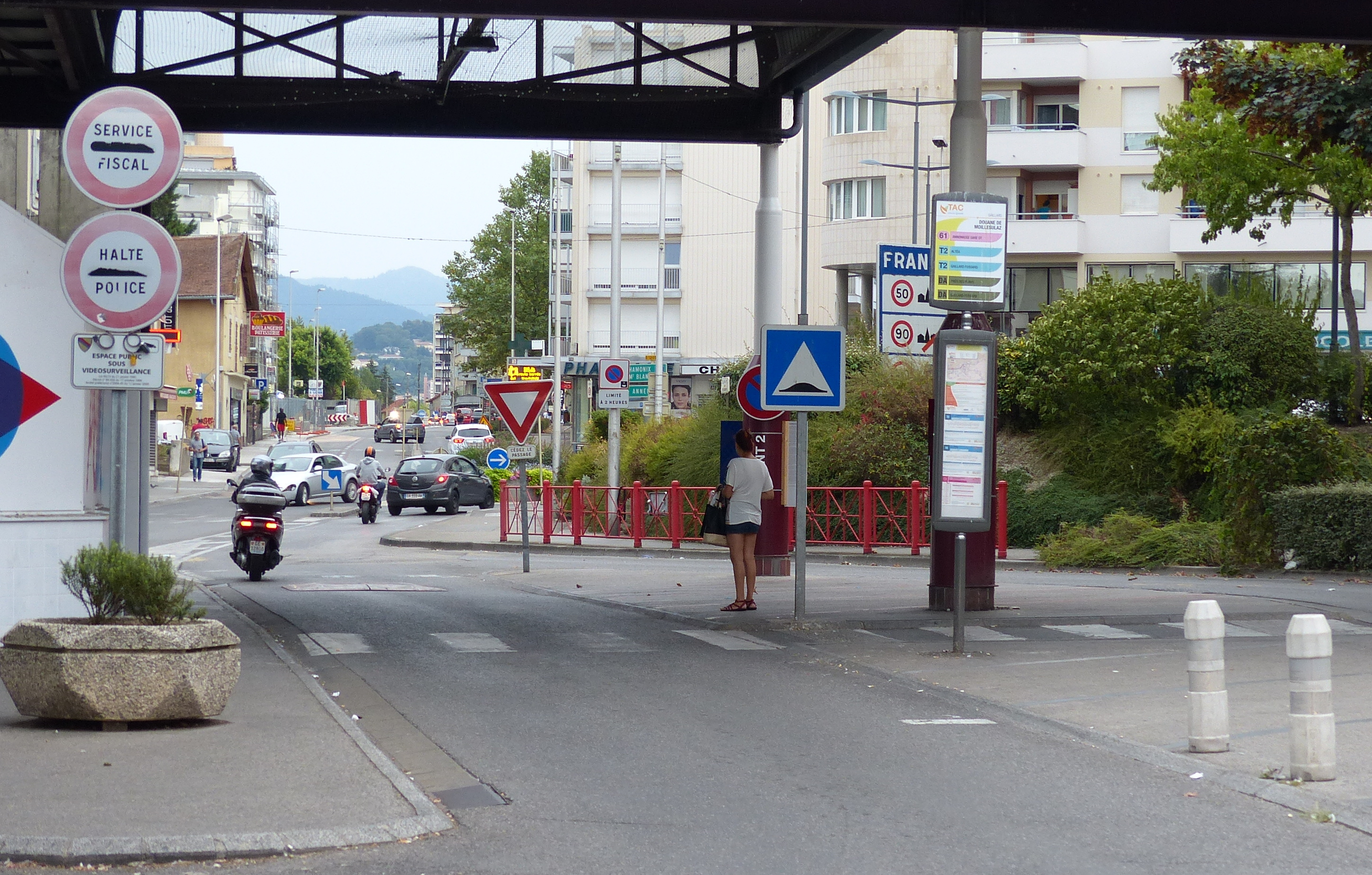
Arrêt de bus Douane de Moëllesulaz / Moillesulaz en 2016.
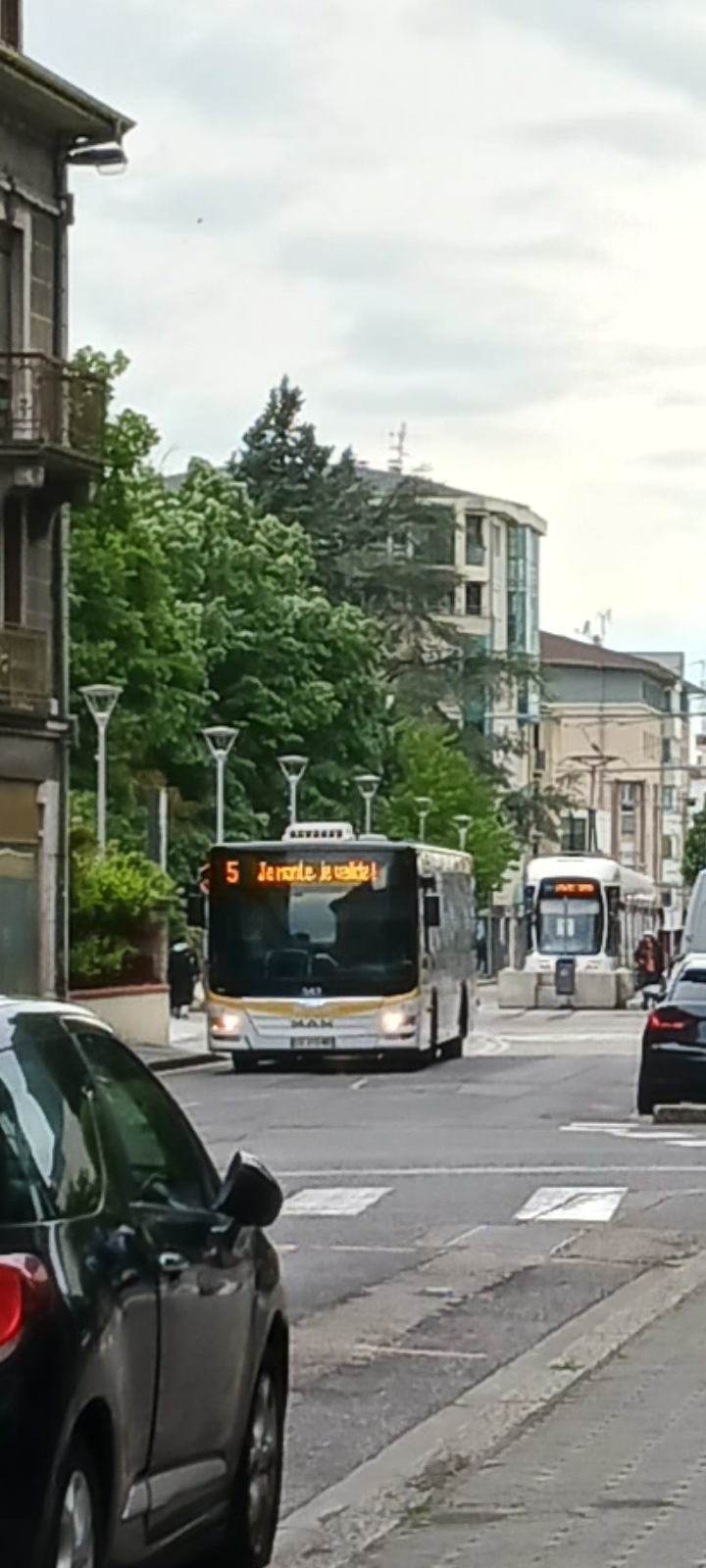
MAN Lion's City circulant sur la ligne 5 en mai 2023.